# Joel Silva
Joel Silva, né le 13 janvier 1989 à Carapeguá (en)  (Paraguay), est un footballeur international paraguayen, qui évolue actuellement au poste de gardien de but au Fernando de la Mora, un club de Segunda División.

## Carrière

### En club
Né à Carapeguá (en), une petite ville à 84 kilomètres au sud-est d'Asuncion, il joue d'abord au Teniente Rojas Silva, le club de la ville, où il se fait remarquer pour sa faculté à arrêter les penaltys, avant de rejoindre le Club Guaraní. De là, il est prêté au Sportivo Luqueño et au Deportes Tolima,, avant de rejoindre le Deportivo Capiatá le 1er juillet 2018.

### En sélection nationale

#### Avec les moins de 20 ans (2009)
Il est le capitaine de la sélection qui prend part à la Coupe du monde des moins de 20 ans 2009, qui a lieu en Égypte. N'encaissant qu'un seul but lors de la phase de poules (l'égalisation d'Afroto (en) lors du match face à l'Égypte), il qualifie son équipe pour les huitièmes de finale, où le Paraguay s'incline finalement 0-3 contre la Corée du Sud.

#### Avec l'équipe première (depuis 2011)
Il est appelé une première fois en équipe première en septembre 2010 pour un match amical face au Japon (défaite 1-0) mais il n'est pas sélectionné et passe l'intégralité de la rencontre sur le banc,.
Ses bonnes performances au Club Guaraní lui valent des éloges de la presse sportive, au point que le sélectionneur national Gerardo Martino décide de le titulariser pour le match amical face à l'Argentine (défaite 4-2) censé inaugurer l'Estadio Centenario (en) de Resistencia, le 25 mai 2011. 
Il ne participe jamais à une seule compétition internationale avec l'équipe première, même en tant que gardien remplaçant, et sa dernière cape remonte à un match amical contre la Chine (défaite 2-1) le 14 octobre 2014. 

## Palmarès

### Club
| Club Guaraní - Tournoi d'ouverture du Championnat du Paraguay - Vainqueur en 2010 |  | Deportes Tolima - Tournoi d'ouverture du Championnat de Colombie - Vainqueur en 2018 |